# Сара Тастанбеккызы
Сара Тастанбеккызы (Тастанбекова) (1853, Капал — 1916) — казахская женщина-акын: поэтесса и домбристка. Наиболее известна благодаря айтысу (очному поэтическому состязанию) с Биржан-салом Кожагулулы.

## Биография
Происходила из рода Матай племени Найман (Средний жуз).
Потомок Ер Тохпанбет батыра, родственница знаменитого казахского композитора — Молыкбая Байсакулы.
О своей жизни Сара рассказала в поэме «Западня». В стихах «Сердце», «Тайны сердца» воспевается свободная от принуждений любовь, в стихах-размышлениях «Горевала», «У бессовестного брата», «Уныние» изображается горькая правда жизни, бесправное положение женщины. Известны также её стихотворения «На джайляу», «В память Абиша», «Прощай, мой аул» (1906) и другие.
Сара Тастанбеккызы была также мастером айтыса: классикой жанра стало её поэтическое состязание с 37-летним Биржан-салом Кожагулулы, ради которого знаменитый акын в 1871 году специально приехал в Семиречье из Акмолинской области. В этом айтысе 18-летняя Сара показала безысходность, бессилие, горькую судьбу женщины-казашки, не перестающей мечтать о свободной, без принуждений любви. Айтыс Биржана и Сары был записан со слов Сары хаджи Жусупом Шайх-Исламулы, впервые опубликован в 1898 году в Казани. На основе этого айтыса в 1946 году композитор М. Тулебаев написал оперу «Биржан и Сара» (либретто К. Джумалиева).
Известны также её айтысы с Асетом Найманбаевым (1889 год), Торебаем Ескожаулы (1900 год).

## Мавзолей
По заказу Министерства культуры и спорта Республики Казахстан в урочище Карашокы, на родине Сары (бывшего Капальского района), к 115-летию со дня её рождения, была сооружена надгробная могила, автором которого является М. Маманбаев. В архитектуре мавзолея выражены элементы древнего казахского эпоса. Возле мавзолея возведены две глыбы из мрамора, на одной из которых выгравирована надпись «Сара Тастанбекқызы 1878—1916», а на второй высказывание поэтессы:
Дүниеге келіп, кетер әркім қонақ,
Солардың біреуi мен — өмірі шолақ.
В этот мир придя, уйдут, как гости, все,
Среди них и я, чья жизнь короче всех.

## Память
- В 1993 году вышла книга писателя-краеведа Танирбергена Калилаханова «Акын Сара»[6].
- В 1993 году в Талдыкоргане акыну Саре в уютном сквере был установлен памятник на булыжнике, где она восседает с домброй, к ней льнут белка, птица и лань. Скульптор Т. С. Досмагамбетов.
- В районном центре Жансугуров открыт молодёжный культурный центр имени акына Сары, рядом установлен памятник поэтессы в рост.
- В честь неё названы село Акын Сара в Ескельдинском районе Алматинской области, улицы в Алма-Ате, Астане, Талдыкоргане и других населённых пунктах Казахстана.
- В 1993 году в честь 115-летия со дня рождения акына-поэтессы был открыт мемориальный музей Акын Сары. Музей находится в историческом здании площадь которого занимает 115,5 кв. метров. В фонде музея насчитывается 811 экспонатов, которые представлены четырьмя залами с тематическими экспозициями: «Детство Сары», «Среда, в которой выросла Сара», «Творчество Сары», «Последователи и исследователи наследия Сары». Местоположение музея — Алматинская область, Аксуский район, село Капал, ул. Б. Момышулы 14.